# Ali Silem
Ali Silem, né le 20 décembre 1947 à Sfisef, en Oranie, est un peintre et graveur algérien.

## Biographie
Ali Silem naît le 20 décembre 1947 à Sfisef, d'une famille originaire de Taourirt-El-Hadjadj, dans la commune de Beni Yenni en Kabylie. De 1969 à 1975, il fréquente l'École des beaux-arts d'Alger. À partir de 1972, il participe à des expositions collectives et présente régulièrement à partir de 1982 de nombreuses expositions personnelles en Algérie puis en France.
De 1981 à 1993, Ali Silem est responsable de la communication puis de 1985 à 1994 directeur de la collection "Arts et Patrimoine" (1985-1994) de l’Entreprise Nationale d’Arts Graphiques (ENAG). Il assure en 1991 l’enseignement du module "Techniques d’impression" à l’École des Beaux-Arts d’Alger. 
Silem est l'auteur de plusieurs articles sur la peinture algérienne, illustre des recueils de textes et de poésie, notamment de Lazhari Labter, Hamid Tibouchi, Abdelmadjid Kaouah, Pius Ngandou N’Kachama, Mostefa Lacheraf, Abdelhamid Laghouati, et réalise des livres d’artistes (Ali Silem et les livres d'artistes, Bibliothèque municipale, Pau, 2003). Il conçoit pour Abdelkader Alloula les décors et costumes pour Les Bas-Fonds en 1982  et El-Aaleg (Les Sangsues)  en 1985, ainsi que pour La maison de Bernarda de Lorca en 1988. Il participe en 1979 à la réalisation d'une fresque collective et  crée en 1992 une  fresque métallique pour la façade de l’ENAG à Alger. 
En 1994, contraint à l'exil, Ali Silem s'installe, travaille et expose en France. Il réalise en 1995 à Limoges les décors et costumes de Wast Eddar de Ziani Cherif Ayad.

## Collections publiques
- Musée Picasso d'Antibes : Saha Picasso I (triptyque)[1].